# Апашев, Магомед Даниялович
Магомед Апашев (10 августа 1906, Эрпели, Дагестанская область — 10 января 1975) — советский ученый, доктор технических наук. Заведовал кафедрой двигателей внутреннего сгорания во Всесоюзном заочном политехническом институте. По национальности — кумык.

## Биография
Магомед Даниялович Апашев родился в семье известного кумыкского общественно-политического деятеля Данияла Апашева и Умкусюм Апашевой. В 14 лет после расстрела отца был вынужден бежать в Баку. Кунаки отца сумели переправить мальчика в Среднюю Азию, где он получил образование в Среднеазиатском Институте Механизации в городе Ташкент. В 1939 году поступил в аспирантуру Московского автомеханического института.

## Научная деятельность
Докторскую диссертацию защитил в 1956 г. по теме «Динамика сгорания и расчет рабочего процесса в двигателе с принудительным зажиганием», которая получила положительные отзывы академиков Е. А. Чудакова и В. С. Стечкина.
Признанием научных достижений Магомеда Данияловича Апашева стало назначение заведующим отделом по двигателям по запуску ракет в Институте Двигателей Академии наук СССР. Является автором более200 научных трудов, в том числе 2 учебников для высшей школы, один из которых переведен на китайский язык.. Получил более 15 патентов в области ракетостроения и технических аппаратов. М. Д. Апашев внес значительный вклад в развитие науки и подготовку научных кадров, под его руководством защищено свыше 50 диссертаций на соискание ученой степени кандидата технических наук.
Абдурагим Бексултанов :

 Магомед Даниялович Апашев -первый доктор технических наук из числа дагестанцев. Можно смело сказать, что история советского двигателестроения во многом связана с именем Магомеда Данияловича Апашева, делу этому он посвятил всю свою жизнь, относился к нему с большой любовью, вниманием и интересом 
Е. В. Лурье.:

 Я знал в Москве и другого крупного ученого дагестанца, очень скромного и высоко эрудированного человека, Магомеда Апашева, заслуги которого в науке трудно переоценить